# 150 Milles de Mollet
Les 150 Milles de Mollet, o 150 Milles TT de Mollet, foren una cursa de Resistència Tot Terreny que es disputà anualment al circuit de Gallecs de Mollet del Vallès. Organitzada pel Moto Club Mollet i l'Escuderia Isern (entitats dirigides pel promotor local Josep Isern), la competició se celebrà entre 1974 i 1978, època en què aquesta disciplina híbrida entre el motocròs, l'enduro i la resistència experimentà un cert auge a Catalunya (entre altres curses similars, les "150 Milles" coexistien amb les 3 Hores TT de Premià, les 24 Hores de Moià o les 24 Hores de Lliçà d'Amunt).
El decandiment progressiu d'aquesta modalitat i la manca d'interès d'entitats i federacions envers ella provocaren que l'esdeveniment es deixés de convocar a partir de 1979.

## Característiques
La cursa se celebrava sempre el dia de Tots Sants (1 de novembre). Els entrenaments es feien a primera hora, de 2/4 de 9 a 10 del matí, i la sortida era a les 11. S'admetien tota mena de motocicletes de fora d'asfalt, de qualsevol cilindrada, per bé que les més habituals hi eren les de 250 cc. La inscripció era oberta a pilots amb llicència de motocròs o enduro en categoria júnior o sènior. Els equips havien d'estar compostos de dos pilots que s'havien d'alternar en la conducció de la moto, amb un màxim de permanència al circuit de 40 minuts.
Malgrat que el circuit de Gallecs tenia una longitud aproximada d'uns dos km, de cara a aquesta cursa el traçat s'escurçava per tal de deixar-lo aproximadament en d'una milla terrestre (equivalent a 1,609 km), de manera que el guanyador era l'equip que hi completés abans 150 voltes. La durada d'una volta a plena velocitat era, aproximadament, de dos minuts, per la qual cosa la prova acostumava a durar entre cinc i sis hores.
Durant les primeres edicions de les 150 Milles, els equips oficials de les marques catalanes (Bultaco, Montesa, OSSA i Derbi) hi enviaven els seus principals pilots, els quals sovint hi posaven a prova nous prototips de cara a la següent temporada. La prova despertava molta expectació i, si el temps acompanyava, la presencia d'espectadors era massiva.

## Palmarès
| Edició | Any  | Data          | Equips   | Equips | Equip guanyador | Equip guanyador   | Equip guanyador | Voltes (Milles) | Ref.        |
| Edició | Any  | Data          | Inscrits | Acaben | Pilot 1         | Pilot 2           | Motocicleta     | Voltes (Milles) | Ref.        |
| ------ | ---- | ------------- | -------- | ------ | --------------- | ----------------- | --------------- | --------------- | ----------- |
| I      | 1974 | 1 de novembre | 23       | 14     | Narcís Casas    | Joan Regàs        | Bultaco         | 150             | [ 4 ] [ 6 ] |
| II     | 1975 | 1 de novembre | 27       | 13     | Juan López      | José Luis Mendoza | OSSA            | 150             | [ 7 ]       |
| III    | 1976 | 1 de novembre | ± 50     | 24     | Ramon Burés     | Domingo Illa      | Montesa         | 150             | [ 2 ] [ 8 ] |
| IV     | 1977 | 1 de novembre | 38       | 27     | Ramon Burés     | Esteve Soler      | Montesa         | 150             | [ 1 ]       |
| V      | 1978 | 1 de novembre | 26       | 16     | Toni Elías      | Narcís Casas      | Bultaco         | 150             | [ 3 ] [ 9 ] |

Notes
1. ↑  Segons una altra font, errònia, el vencedor fou Narcís Roca.[5]

## I 150 Milles de Mollet - 1974
Classificació final
Font:
| Posició | Equip                  | Equip                  | Equip                  | Voltes (Milles) |
| Posició | Pilot 1                | Pilot 2                | Motocicleta            | Voltes (Milles) |
| ------- | ---------------------- | ---------------------- | ---------------------- | --------------- |
| 1       | Narcís Casas           | Joan Regàs             | Bultaco                | 150             |
| 2       | Albert Ribó            | Esteve Baulenas        | Montesa                | 148             |
| 3       | Esteve Soler           | Josep Maria Sucarrats  | Montesa                | 147             |
| 4       | Ton Marsinyach         | Secades                | OSSA                   | 142             |
| 5       | Bubú Casanovas         | Lluís Cantó            | Montesa                | 141             |
| 6       | González               | Morató                 | Bultaco                | 138             |
| etc.    | Fins a 14 classificats | Fins a 14 classificats | Fins a 14 classificats | -               |

## II 150 Milles de Mollet - 1975
Classificació final
Font:
| Posició | Equip                  | Equip                  | Equip                  | Voltes (Milles) |
| Posició | Pilot 1                | Pilot 2                | Motocicleta            | Voltes (Milles) |
| ------- | ---------------------- | ---------------------- | ---------------------- | --------------- |
| 1       | Juan López             | José Luis Mendoza      | OSSA                   | 150             |
| 2       | Ton Marsinyach         | Narcís Roca            | OSSA                   | 150             |
| 3       | Armando Caruana        | M. Vila                | OSSA                   | 147             |
| etc.    | Fins a 13 classificats | Fins a 13 classificats | Fins a 13 classificats | -               |

## III 150 Milles de Mollet - 1976

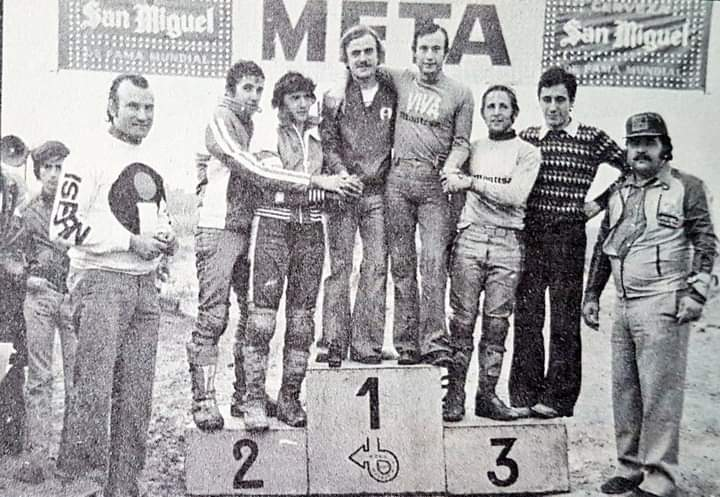
El podi de l'edició de 1976

L'edició de 1976 comptà amb una inscripció d'alt nivell, ja que totes les marques hi apuntaren els seus principals pilots. A banda de la nombrosa representació de Bultaco, Montesa i OSSA, Derbi hi va inscriure un equip format per Manuel Olivencia i el pilot d'automobilisme Paco Josa, els quals hi varen córrer amb una prototip de Derbi 74 i aconseguiren acabar la prova en setzena posició. D'entre els participants que no l'acabaren entre els deu primers, cal destacar també les parelles Bartolo Quesada-Galobart (Montesa, onzens), Ferran Alibés-Juan López (OSSA, dotzens) i Toni Soler-Joan Riudalbàs (Bultaco, tretzens). Finalment, entre els diversos abandonaments que hi hagué destaquen els de les parelles Narcís Casas-Joan Cros, amb avaria a la seva Bultaco, i Toni Arcarons-Ramon Ramon, també amb avaria a la seva Montesa Cappra 125.
Classificació final
Font:
| Posició | Equip                  | Equip                  | Equip                  | Voltes (Milles) |
| Posició | Pilot 1                | Pilot 2                | Motocicleta            | Voltes (Milles) |
| ------- | ---------------------- | ---------------------- | ---------------------- | --------------- |
| 1       | Ramon Burés            | Domingo Illa           | Montesa                | 150             |
| 2       | Narcís Roca            | Ton Marsinyach         | OSSA                   | 148             |
| 3       | Albert Ribó            | Josep Maria Sucarrats  | Montesa                | 146             |
| 4       | Joan Navarro           | Toni Saborit           | Bultaco                | 144             |
| 5       | Amadeu Bernades        | Jorge Bautista         | Bultaco                | 141             |
| 6       | Josep Maria Pibernat   | Toni Elías             | Bultaco                | 139             |
| 7       | José María Sáinz       | José Angel Mendívil    | Bultaco                | 138             |
| 8       | Joan Bellsolà          | Esteve Soler           | Montesa                | 137             |
| 9       | Fernando Muñoz         | Domingo Gris           | Montesa                | 135             |
| 10      | Francesc Badia         | Francesc Recatalà      | Bultaco                | 132             |
| etc.    | Fins a 24 classificats | Fins a 24 classificats | Fins a 24 classificats | -               |

## IV 150 Milles de Mollet - 1977

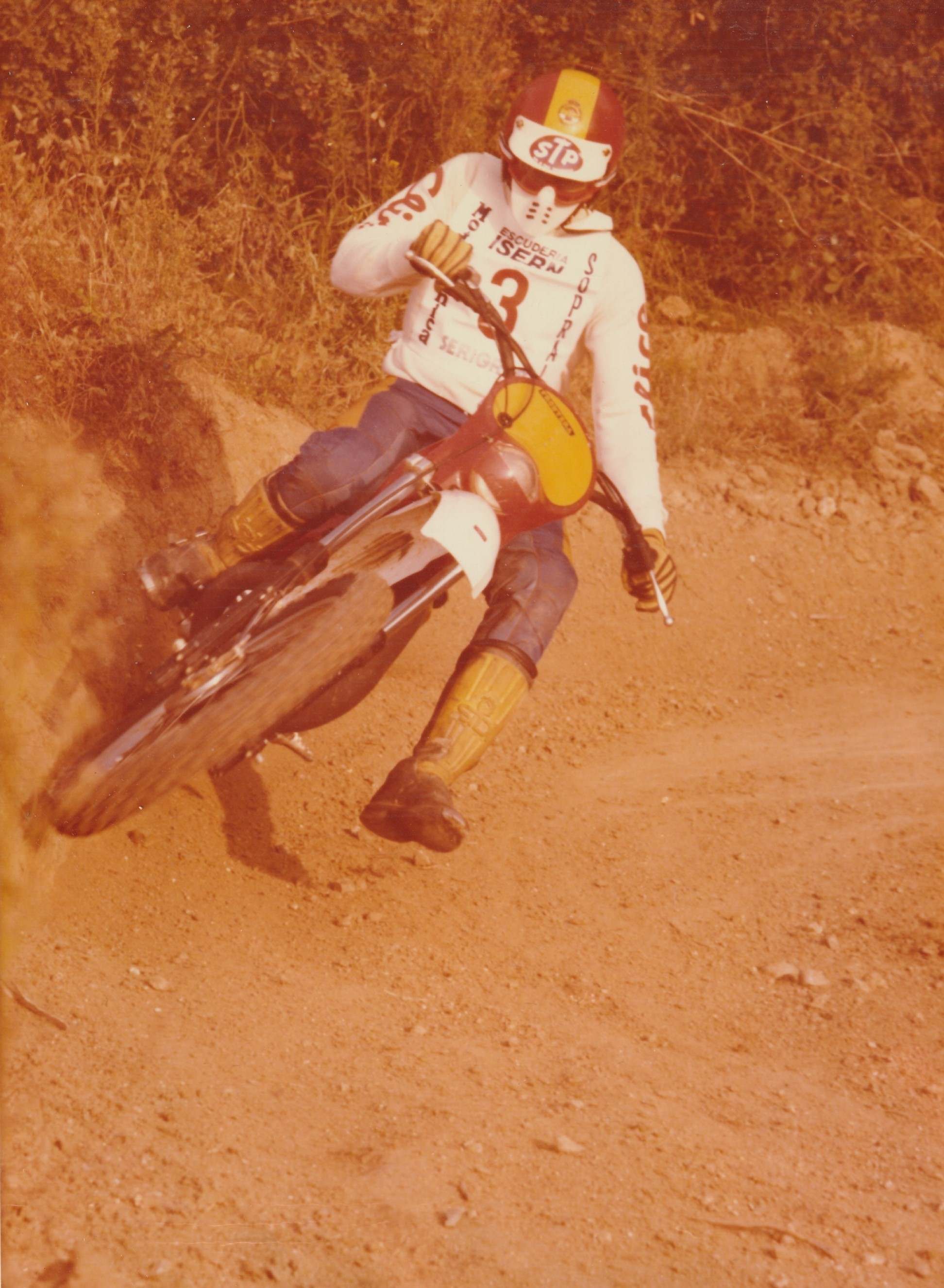
Narcís Casas amb la Frontera 370 durant les 150 Milles de 1977

L'edició de 1977 comptà amb la presència de nombrosos pilots dels equips oficials de Bultaco, Montesa i Derbi, però no així d'OSSA, empresa que estava passant per dificultats econòmiques i que no trigà a entrar en una profunda crisi. Per part de Bultaco, la parella Casas-Bultó hi prengué part amb un prototipus de Frontera 370 que seria la que pilotaria Casas durant la temporada següent. La parella va dominar còmodament la cursa des de la meitat fins a vuit voltes del final, quan la seva Bultaco va tenir problemes amb el silenciador i van haver d'entrar a boxes. Això va permetre els segons classificats fins aleshores, Burés-Soler, de recuperar l'avantatge de minut i mig que els portaven els de Bultaco. Quan aquests van haver arranjat l'avaria de la moto, a manca de sis voltes per al final, en va prendre el relleu Bultó i va començar un atac frenètic per tal de recuperar els més de dos minuts perduts, però finalment no va poder i Casas-Bultó van acabar segons, amb el mateix número de voltes que els guanyadors, Burés-Soler, i a només 38 segons de diferència.
Classificació final
Font:
| Posició | Equip                  | Equip                  | Equip                  | Voltes (Milles) |
| Posició | Pilot 1                | Pilot 2                | Motocicleta            | Voltes (Milles) |
| ------- | ---------------------- | ---------------------- | ---------------------- | --------------- |
| 1       | Ramon Burés            | Esteve Soler           | Montesa                | 150             |
| 2       | Narcís Casas           | Ignasi Bultó           | Bultaco                | 150             |
| 3       | Jorge Bautista         | Joan Bultó             | Bultaco                | 143             |
| 4       | Toni Arcarons          | Ramon Ramon            | Montesa                | 143             |
| 5       | Luis Sánchez           | Manuel Martínez        | Montesa                | 142             |
| 6       | Jordi Coma             | Joan Canamasas         | Bultaco                | 141             |
| 7       | Vicente Melgarejo      | Ramon Vila             | Montesa                | 138             |
| 8       | Albert Ribó            | Domingo Illa           | Montesa                | 136             |
| 9       | Climent Puigdomènech   | Simeón Martín          | Montesa                | 136             |
| 10      | R. Salvans             | J. Salvans             | Bultaco                | 135             |
| etc.    | Fins a 27 classificats | Fins a 27 classificats | Fins a 27 classificats | -               |

## V 150 Milles de Mollet - 1978
L'edició de 1978 comptà amb la presència dels equips oficials de Bultaco, Montesa i Derbi. De manera sorprenent, la primera hora de la cursa estigué dominada per la parella de pilots d'aquesta darrera marca, Jordi Monjonell-Francisco López. Aquest darrer, però, va patir una forta caiguda a causa del ritme que portava i l'equip es va haver de retirar, deixant pas així als qui anaven en segona posició aleshores, Elías-Casas, els quals acabaren guanyant la cursa.
Classificació final
Font:
| Posició | Equip                  | Equip                  | Equip                  | Voltes (Milles) |
| Posició | Pilot 1                | Pilot 2                | Motocicleta            | Voltes (Milles) |
| ------- | ---------------------- | ---------------------- | ---------------------- | --------------- |
| 1       | Toni Elías             | Narcís Casas           | Bultaco                | 150             |
| 2       | Juan José Barragán     | Simeón Martín          | Montesa                | 149             |
| 3       | Carles Mas             | Joan Cros              | Montesa                | 147             |
| 4       | Bartolo Quesada        | Ton Marsinyach         | Montesa                | 143             |
| 5       | Molina                 | Molina                 | Montesa                | 143             |
| 6       | Carles Sentís          | Guergue                | Bultaco                | 137             |
| 7       | Panadès                | Salvans                | Montesa                | 137             |
| 8       | Coderch                | Blancafort             | Bultaco                | 137             |
| 9       | Soler                  | Soler                  | Montesa                | 136             |
| 10      | Enrique Torrente       | Sabaté                 | Montesa                | 136             |
| etc.    | Fins a 16 classificats | Fins a 16 classificats | Fins a 16 classificats | -               |